# Вайна Капак
Вайна Ка́пак (кеч. Wayna Qhapaq, ісп. Huayna Cápac; близько 1467 —1527) — Сапа Інка імперії Тавантінсую у 1493—1527 роках, здійснив численні походи на північ Південної Америки (до сучасної Колумбії).

## Життєпис

### Молоді роки
Походив з династії Верхнього Куско. Син Сапа Інки Тупак Юпанкі. Народився у Куско, проте за іншою версією у м. Туміпамба. При народжені отримав ім'я Кусі Вальпа (або Кусівальпа). Замолоду супроводжував батька у численних походах. Після того, як у 1493 році Тупак Юпанкі захворів у м. Чинчеро, то частина знаті влаштувало змову з метою поставити на трон іншого сина імператора — Капак Варі. Втім Кусі Вальпу за допомоги низки військовиків придушив заколот, під час чого Тупак Юпанкі було отруєно. В смерті володаря звинуватили його молодшу дружину та мати Варі — Чукуї Окльо, яку зрештою було страчено за наказом Мами Окльо (матері Кусівальпи), а Капака Варі заслано у віддалену місцину. Також було вбито усіх їх родичів.
Новий Сапа Інка прийняв ім'я Вайна Капак. Регентом при малолітнього володарі став його родич Апо Вальпая, який зрештою став планувати повалити Вайна Капака, щоб поставити на трон свого сина, оскільки ще не відбулася церемонія сходження на трон. Планувалося захопити палац Кіспіканчу («Кришталевий палац»), де перебував Вайна Капак. Цю змову було викрито вуйком Сапа Інки — Вамою Ачачі, в результаті чого регента страчено. Владу перебрала мати Вайна, за наполяганням якої відбулася церемонія коронація. Тоді ж він одружився з сестрою Кусірімай.
Деякий час було витрачено на заспокоєння бунтівних провінцій, повстання васальної держави Чачапоя та встановлення суцільного контролю над військовими силами імперії.

### Самостійна політика
Після цього продовжив політику свого батька з підкорення гірських земель на півночі своєї держави. У результаті були підкорені значні землі в долині річки Мараньйон та теперішнього Еквадору, зокрема м. Кіто. Це місто було перетворено на важливий адміністративний центр найпівнічніших володінь імператора.

Землі приєднані Вайною Капаком (позначено зеленим кольором)

Разом з походам значну увагу приділяв розбудові міст, де зводилися храми, облаштовувалися вулиці, квартали, забезпечення водою. Особливу багато робив Вайна Капак для облаштування храмового та священного для інків міста Пачакамак. Значні зусилля були докладені задля зміцнення влади інків в колишній державі Чиму.
Було здійснено низку походів на землі сучасної Болівії, що були приєднані до держави інків. Тут Вайна Капак підкорив плем'я чарків. На їх землях в районі сучасної Кочабамби наказав оселити велику групу колоністів. Водночас було зміцнене кордони, зведено фортеці, які повинні були захищати колоністів від нападу племені чирігвано (з сучасного Парагваю).
У цей час повстав касік Тумбала, володар острова Пуна. Завдяки наявності флоту з великих плотів війська інків переправилися на острів, де після запеклої битви завдяки звитяжним діям Вайна Капакі бунтівники були подолані. Водночас спалахнуло повстання у чверті Чинчасую, але вмілими діями діями намісників Інки було придушено.
Слідом за перемогою над повсталими військами інків були приєднані землі на півдні сучасної Колумбії. Після цього Вайна Капак на чолі війська рушив на південь імперії, де повалив залежних касіків, підкорених за часи Тупак Юпанкі. Таким чином, до імперії інків остаточно були приєднані землі від річки Аконкагви до Чачапоаль (в сучасному центральному Чилі). По поверненню до Куско Сапа Інка отримав відомості про повстання у провінції Чинчаясую. Завдяки рішучим діям інкської армії ворохобники були розбиті.
Слідом за цим підготував війська до нового походу на північ. Перед походом призначив спадкоємцем трону сина Васкара. Вайна Капаку разом з синами Нінаном Куйочі та Атавальпою довелося знову придушувати повстання в області Кіто та народу патів (південна Колумбія). Надалі намагався розширити володіння на північ, де проти інків виступило плем'я карангі. У битві при горі Котокачі інки зазнали суттєвої невдачі й вимушені були відступити. Новим апо кіспаєм (головним військовиком) Сапа Інка призначив Аукі Тома. Останній повністю переміг, після чого за наказом Вайна Капака усе плем'я карангів було знищено, а на їх землях поселили інкських колоністів.
На деякий час Вайна Капак зробив головною ставкою місто Туміпампа, де спорудив безліч чудових будівель в знак прихильності до цього північного міста, зокрема палац Мольєканча, Храм Мама Окльо та золотий сад на кшталт столичного. Згодом другою столицею стало місто Кіту, колишня столиця держави Кіту (сучасне Кіто в Еквадорі).
У 1527 році під час боротьби за оволодіння долиною річки Чинчипе Сапа Інка помер від натуральної віспи, яку занесли сюди іспанці. За деякими свідченнями від цієї епідемії померли близько 250 тисяч мешканців північних провінцій імперії інків. Ще у 1524 році заповів розділити імперію між синами Васкаром та Атавальпою. Втім незадовго до смерті призначив спадкоємцем іншого сина Нінана Куйочі.

## Вайна Капак Н'ян
За наказом Сапа Інки було зведено прибережну магістраль «Вайна Капак Н'ян», будівництво якої завершено було напередодні смерті Вайни Капака. Деякі її ділянки були відновлені, інші — заново збудовані. Протяжність магістралі Вайна Капака становила 4000 км. Магістраль починалася у самого північного порту Тумбес, перетинала з півночі до крайньої південної частини напівпустельну територію Кости, тягнулася вздовж берега Тихого океану до Чилі, де у нинішнього міста Копьяпо поєднувалася з іншою магістраллю — Королівською (імператорською) дорогою — після чого йшла до річки Мауле.